# Encore (programa)
Encore é um programa de computador, do tipo shareware, de edição de partituras e notação musical, produzido pela GVOX, que oferece ferramentas de criação, gravação, edição, impressão e reprodução de partituras próprias  na notação musical básica. Considerado um dos principais programas do ramo.

## Sistemas
Há versões para os sistemas Microsoft Windows e Mac OS. Sendo considerado um dos editores de partitura mais populares para computador.

## Características
As partituras usam o sistema midi, permitindo, salvamento das partituras com a extensão *.mid, para reprodução nos instrumentos sintetizadores. Aceita também edição a partir de um teclado conectado ao computador via conector midi. Pode-se montar um instrumental completo, pois é um sequenciador com 64 pistas diferentes, com suporte de até oito vozes por pista.
A Edição das partituras é bem flexível, podendo personalizar sua aparência editando os espaços dos compassos, dos sistemas, das páginas, da letra, dos títulos e todos os sinais gráficos característicos de uma partitura profissional. Durante a reprodução este editor obedece a todos os sinais gráficos musicais, por exemplo: ritornello, coda, segno etc.